# Миклавж при Орможу
Миклавж при Орможу (словен. Miklavž pri Ormožu, нем. St. Nikolai bei Friedau) је насељено место у општини Ормож, Подравска регија, Словенија.

## Историја
До територијалне реорганизације у Словенији био је у саставу старе општине Ормож.

## Становништво
У попису становништва из 2011. године, Миклавж при Орможу је имао 256 становника.
| Број становника према пописима | Број становника према пописима | Број становника према пописима |
| ------------------------------ | ------------------------------ | ------------------------------ |
| 1991                           | 2002                           | 2011                           |
| 260                            | 262                            | 256                            |

Напомена: До 1955. исказивано под именом Свети Миклавж.